# Comtat de Hood River

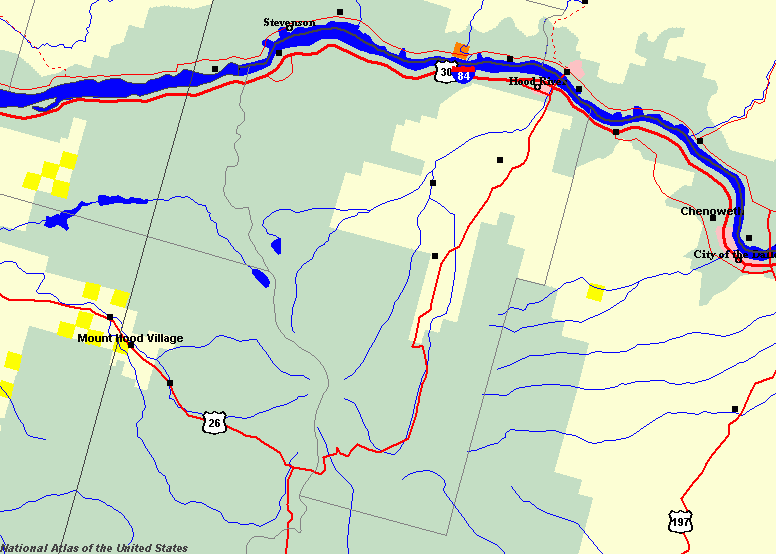
Mapa del Comtat de Hood River
U.S. Forest Service land
Bureau of Land Management land

El Comtat de Hood River és un dels comtats de l'estat dels Estats Units d'Oregon que rep el seu nom del riu Hood un afluent del riu Colúmbia. Hood River és la seu del comtat.

## Geografia
Segons l'Oficina del Cens dels Estats Units, el comtat té una àrea de 1.383,1 km², de les quals 1.352,0 km² és terra ferma i 28,5 km² correspon superfície coberta per aigua.

### Comtats adjacents
- Comtat de Multnomah - oest
- Comtat de Clackamas - sud-oest
- Comtat de Wasco County - sud-est
- Comtat de Klickitat, Washington- nord-est
- Comtat de Skamania, Washington- nord

## Demografia
D'acord amb el cens del 2000 hi havia 20.411 habitants, 7.248 llars, i 5.175 famílies residint al comtat. Hi havia 7.818 unitats familiars amb una densitat mitjana de 6 per km². La proporció racial era de 78,87% blancs/caucàsics, 0,57% negres o afroamericans, 1,12% nadius americans, 1,47% asiàtics, 0,12% illencs del Pacífic, 15,37% d'altres races, i 2,46% de més d'una raça. El 25,02% de la població eren hispans o llatins. El 12,6% eren de descendents alemanys, el 10,7% d'origen anglès, el 10,4% estatunidencs i el 6,8% d'origen irlandès d'acord amb el cens del 2000. El 76,0% parlaven anglès i el 22,8% castellà com a primera llengua.
En l'anàlisi de les llars del cens del 2000 hi havia menors de 18 anys en 35,70% dels casos, un 58,60% hi havia parelles casades vivint juntes, i el 8,80% tenien un cap de família monoparental dona, i el 28,60% no contenien famílies. El 22,70% de les llars eren individuals i el 9,90% tenien almenys un dels habitants major de 65 anys. La quantitat d'habitants mitjana per habitatge era de 2,70 i la mida mitjana de les famílies era de 3,15.
Al comtat, la població s'estratificava per edats de la següent manera el 28,00% per sota dels 18 anys, el 8,20% tenia entre 18 i 24, el 29,40% entre 25 i 44, el 21,50% entre 45 i 64, i el 12,90% tenien més de 65 anys. L'edat mitjana era de 35 anys. Per a cada 100 dones hi havia 98,90 homes. Per cada 100 dones majors de 18 anys, hi havia 99,20 homes.
La renda mediana per a una llar al comtat era de $ 38.326, i els ingressos medians familiars eren de $ 41.422. Els homes tenien una renda mediana de 31.658 $ contra els 24.382 $ de les dones. La renda per capita del comtat era de 17.877 $. Sobre el 9,80% de les famílies i 14,20% de la població estaven per sota del llindar de pobresa, incloent 17,30% dels menors de 18 anys i el 7,80% dels majors de 65 anys.